# Mr. Jones at the Ball
Mr. Jones at the Ball er en amerikansk stumfilm fra 1908 af D. W. Griffith.

## Medvirkende
- John R. Cumpson som Mr. Jones
- Florence Lawrence som Mrs. Jones
- Mack Sennett
- George Gebhardt
- Charles Inslee